# Jason Gardener
Jason John Gardener (Bath, 18 september 1975) is een voormalige Britse atleet, die gespecialiseerd was in de sprint. Hij nam tweemaal deel aan de Olympische Spelen, waarop hij eenmaal een gouden medaille won als lid van het nationale 4 x 100 m estafetteteam. Op dit onderdeel was hij gedurende twintig jaar, van 1999 tot 2019, Europees recordhouder.

## Biografie
Gardener kwam voor het eerst in beeld op het internationale podium tijdens de wereldkampioenschappen voor junioren in 1994, waar hij de zilveren medaille behaalde op de 100 m en het goud pakte met de estafetteploeg op de 4 x 100 m estafette.
Gardener veroverde opnieuw zilver tijdens de Europese indoorkampioenschappen in 1998, op de 60 m, maar werd niet geselecteerd voor het estafetteteam, dat later het goud pakte.
Tijdens de wereldindoorkampioenschappen van 1999 won Gardener het brons op de 60 m in de Europese recordtijd van 6,46 s. Later dat jaar dook Gardener voor het eerst onder de 10 seconden op de 100 m: 9,98. Gardener was ook lid van de 4 x 100 m estafetteploeg die het Europese record brak in Sevilla, Spanje. De andere leden van dit team waren Darren Campbell, Marlon Devonish en Dwain Chambers. Het viertal stelde de nieuwe Europese toptijd uiteindelijk op 37,73.
Tijdens de EK indoor van 2000 won Gardener het goud. Dit jaar brak hij ook het Britse record op de 50 m, hij liep 5,61. Gardener raakte in de loop van de zomer geblesseerd, maar was nog op tijd hersteld om deel te nemen aan de Olympische Spelen in Sydney. Hier kwam hij echter niet door de eerste ronde heen.
Op de EK indoor van 2002 heroverde Gardener zijn titel op de 60 m. Dit jaar behaalde Gardener ook goud tijdens de 4 x 100 m estafette op de Gemenebestpelen.
In 2003 behaalde hij op de 60 m opnieuw brons op de WK indoor, ondanks een blessure aan de hamstrings. Het volgend jaar verbeterde Gardener zijn prestatie door goud te behalen tijdens de WK indoor in Boedapest, waar hij de Amerikaan Shawn Crawford te kijk zette.
Gardener kwalificeerde zich voor de Olympische Spelen van 2004 in Athene op de 100 m en de 4 x 100 m estafette. Met de estafetteploeg won Gardener de gouden medaille in een tijd van 38,07. De overige leden van deze gouden estafetteploeg waren Darren Campbell, Marlon Devonish en Mark Lewis-Francis.

## Titels
- Olympisch kampioen 4 x 100 m - 2004
- Wereldindoorkampioen 60 m - 2004
- Europees indoorkampioen 60 m - 2000, 2002, 2007
- Brits kampioen 100 m - 1997, 1999, 2004, 2005
- Brits indoorkampioen 60 m - 1999, 2000, 2002, 2004, 2005

## Persoonlijke records
Outdoor
| Onderdeel | Prestatie | Datum        | Plaats     |
| --------- | --------- | ------------ | ---------- |
| 100 m     | 9,98 s    | 2 juli 1999  | Lausanne   |
| 200 m     | 20,65 s   | 11 juli 1999 | Ingolstadt |

Indoor
| Onderdeel | Prestatie      | Datum            | Plaats   |
| --------- | -------------- | ---------------- | -------- |
| 50 m      | 5,61 s         | 16 februari 2000 | Madrid   |
| 60 m      | 6,46 s (ex-ER) | 7 maart 1999     | Maebashi |
| 100 m     | 10,29 s        | 8 januari 2006   | Bath     |

## Palmares
- 1994
  - WK Junioren - Lissabon, Portugal.
    - 100 meter 
    - 4 × 100 meter estafette
- 1995
  - European Cup - Villeneuve-d'Ascq, Frankrijk.
    - 4 × 100 meter estafette
- 1997
  - European Cup - München, Duitsland.
    - 4 × 100 meter estafette
- 1998
  - EK Indoor - Valencia, Spanje.
    - 60 meter
- 1999
  - WK Indoor - Maebashi, Japan.
    - 60 meter 

  - European Cup - Parijs, Frankrijk
    - 4 × 100 meter estafette 

  - rende 100 meter PR van 9.98 seconde in Lausanne, Zwitserland.
- 2000
  - EK Indoor - Gent, België.
    - 60 meter
- 2002
  - EK Indoor - Wenen, Oostenrijk.
    - 60 m 

  - Gemenebestspelen - Manchester, Engeland.
    - 4 × 100 meter
- 2003
  - WK Indoor - Birmingham, Engeland.
    - 60 meter
- 2004
  - WK Indoor - Boedapest, Hongarije.
    - 60 meter 

  - Olympische Spelen - Athene, Griekenland.
    - 4 × 100 meter
- 2005
  - WK Outdoor - Helsinki, Finland.
    - 4 × 100 meter 

  - ISTAF - Berlijn, Duitsland
    - 100 meter
- 2007
  - EK Indoor - Birmingham, Engeland.
    - 60 meter

1912: Jacobs, Macintosh, d'Arcy, Applegarth ·
1920: Paddock, Scholz, Murchison, Kirksey ·
1924: Clarke, Hussey, Leconey, Murchison ·
1928: Wykoff, Quinn, Borah, Russell ·
1932: Kiesel, Toppino, Dyer, Wykoff ·
1936: Owens, Metcalfe, Draper, Wykoff ·
1948: Ewell, Wright, Dillard, Patton ·
1952: Smith, Dillard, Remigino, Stanfield ·
1956: Murchison, King, Baker, Morrow ·
1960: Cullmann, Hary, Mahlendorf, Lauer ·
1964: Drayton, Ashworth, Stebbins, Hayes ·
1968: Greene, Pender, Smith, Hines ·
1972: Black, Taylor, Tinker, Hart ·
1976: Glance, Jones, Hampton, Riddick ·
1980: Moeravjov, Sidorov, Prokofjev, Aksinin ·
1984: Graddy, Brown, Smith, Lewis ·
1988: Bryzgin, Krylov, Moeravjov, Savin ·
1992: Marsh, Burrell, Mitchell, Lewis ·
1996: Esmie, Gilbert, Surin, Bailey ·
2000: Drummond, Williams, Lewis, Greene ·
2004: Gardener, Campbell, Devonish, Lewis-Francis ·
2008: Bledman, Burns, Callender, Thompson ·
2012: Carter, Frater, Blake, Bolt ·
2016: Powell, Blake, Ashmeade, Bolt ·
2020: Desalu, Jacobs, Patta, Tortu ·
2024: Brown, Blake, Rodney, De Grasse